# Wiceprezydenci Bułgarii

## Chronologiczna lista
| # | Imię i Nazwisko                                 | Portret | Kadencja         | Kadencja         | Partia polityczna | Partia polityczna | Prezydent  |
| # | Imię i Nazwisko                                 | Portret | Od               | Do               | Partia polityczna | Partia polityczna | Prezydent  |
| - | ----------------------------------------------- | ------- | ---------------- | ---------------- | ----------------- | ----------------- | ---------- |
| 1 | Atanas Semerdżiew Атанас Семерджиев (1924–2015) |         | 1 sierpnia 1990  | 22 stycznia 1992 |                   | BSP               | Żelew      |
| 2 | Błaga Dimitrowa Блага Димитрова (1922–2003)     |         | 22 stycznia 1992 | 6 lipca 1993     |                   | ZSD               | Żelew      |
| - | wakat                                           |         | 6 lipca 1993     | 22 stycznia 1997 |                   | –                 | Żelew      |
| 3 | Todor Kawałdżiew Тодор Кавалджиев (1934–2019)   |         | 22 stycznia 1997 | 22 stycznia 2002 |                   | ZSD               | Stojanow   |
| 4 | Angeł Marin Ангел Марин (1942–2024)             |         | 22 stycznia 2002 | 22 stycznia 2012 |                   | BSP               | Pyrwanow   |
| 5 | Margarita Popowa Маргарита Попова (ur. 1956)    |         | 22 stycznia 2012 | 22 stycznia 2017 |                   | GERB              | Plewneliew |
| 6 | Ilijana Jotowa Илиана Йотова (ur. 1964)         |         | 22 stycznia 2017 | nadal            |                   | BSP               | Radew      |